# بركة غطاس
قرية بركة غطاس هي إحدى القرى التابعة لمركز أبو حمص في محافظة البحيرة في جمهورية مصر العربية. حسب إحصاءات سنة 2006، بلغ إجمالي السكان في بركة غطاس 33120 نسمة، منهم 16727 رجل و16393 امرأة.